# Borck
Borck – polski herb szlachecki.

## Opis herbu
W polu blekitnem złota lampa rzymska z płomieniem. Nad hełmem w koronienie taka sama lampa między dwoma orlemi skrzydłami, z których prawe błękitne, a lewe czerwone. Starożytny herb pomorski.

## Najwcześniejsze wzmianki
Borck herbu własnego, to jest, Kaganiec z ogniem i płomieniem gorejący, w modrem polu, na hełmie dwa skrzydła, jedno modre drugie czerwone, między niemi kaganiec gorejący. 0 tych ani Paprocki, ani Okolski nie pisał. Familia ta w Pomeranji starodawna, i tak w dobra dostateczna, że trzydzieści i siedm ludzi, na potrzebę jeden z nich mógł wystawić. Hartman in Republ. Jan Wojciech Borck marszałek i konsyliarz najwyższy i regent księztwa Pruskiego, podpisał dekreta komissyi  królwskiej roku 1609. Gedeon Borck sędzia Infantski w roku 1678. Tejże familji Borek jest teraz najwyższym konsyliarzem u elektora Brandeburskiego.
I tu znajduje niejakie podobieństwo między Borckami a Borchami, zwłaszcza że o Borckach późniejsi genealogiści milczą.

## Herbowni
Borck, Preker
Niesiecki twierdzi, ze herb Borck jest herbem własnym należącym do rodziny Borck. Informacja o przynależności do herbu nazwiska Preker pochodzi od Gajla.